# Tiradito

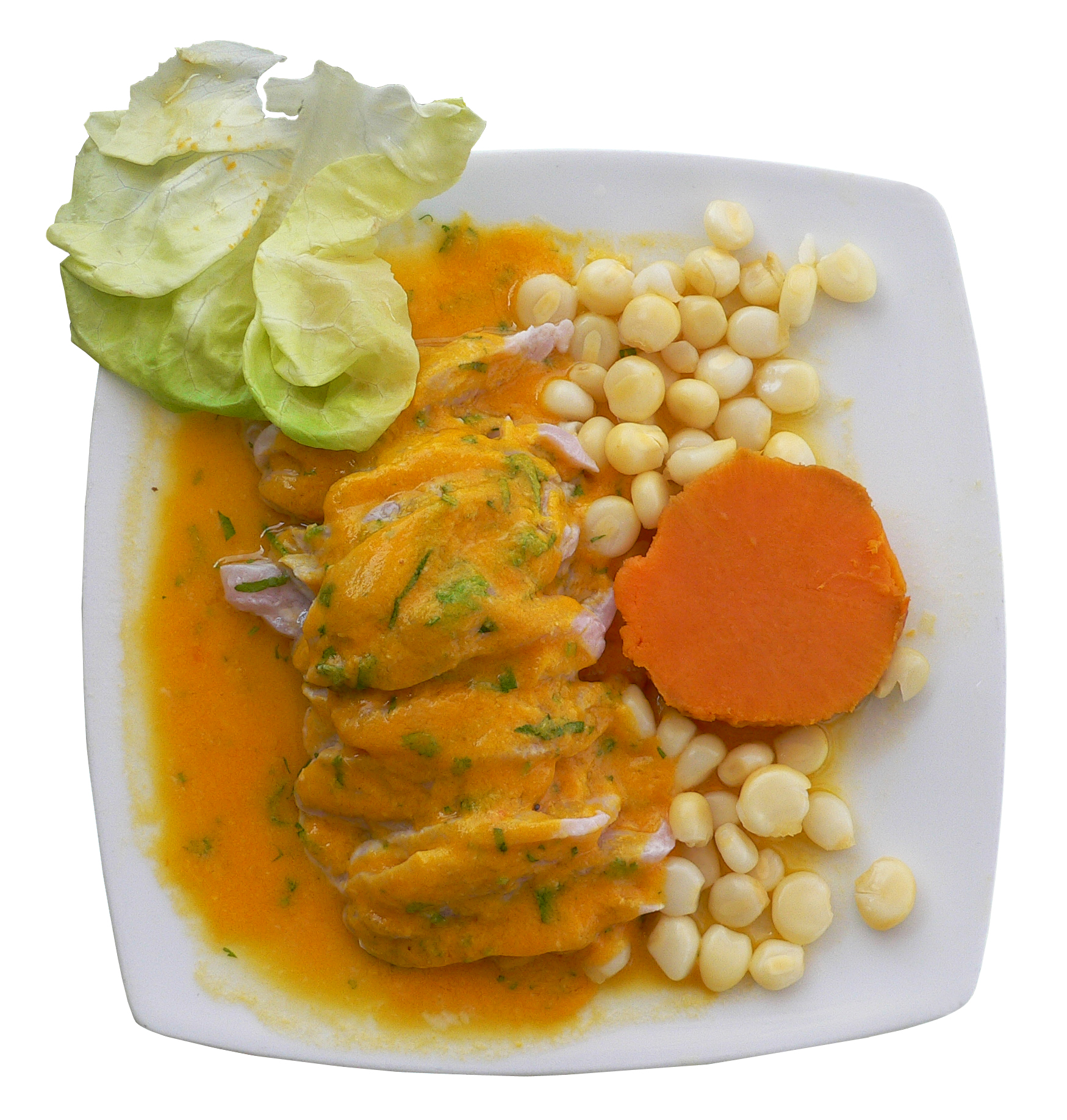
Tiradito (Lima)

Tiradito – peruwiańskie danie z surowej ryby lub owoców morza w ostrym sosie, podobne do takich potraw jak sashimi, carpaccio, crudo czy ceviche. Na jego powstanie mieli wpływ japońscy imigranci, a jedyną różnicą między tiradito a ceviche jest sposób krojenia ryby. Danie może zawierać sok z limonki, oliwę z oliwek bądź imbir, zazwyczaj nie zawiera cebuli.